# EfEU
Der Verein EfEU – Verein zur Erarbeitung feministischer Erziehungs- und Unterrichtsmodelle ist eine in Österreich und im deutschsprachigen Europa einzigartige Organisation mit den Themen Gender, Diversität und Bildung. Er besteht seit 1986.

## Ziel des Vereins
Ziel des Vereins ist es, zur Geschlechtergleichstellung und zum Abbau von Geschlechterstereotypen vor allem in Bildungsorganisationen beizutragen.
Der Verein tritt für die Sensibilisierung für Sexismen in Schule, Bildung, Erziehung und Gesellschaft zwecks Veränderung der bestehenden Geschlechter-Machtverhältnisse ein.

## Themenbereichen
- Gendersensible und queere Pädagogik im schulischen, vor- und außerschulischen Bereich
- Gendersensible Berufsorientierung
- Geschlechtsspezifische Sozialisation
- Feministische Unterrichtsmaterialien
- Gewalt/Prävention
- Gender-Mainstreaming und Diversity Management im Bildungsbereich

## Subventionen
Der Verein EfEU wird subventioniert von der MA 57 Stadt Wien, Bundesministerium für Bildung, Wissenschaft und Forschung und dem Bundesministerium für Frauen, Familien und Jugend.